# Pascal Lainé
Pour les articles homonymes, voir Lainé.
Pascal Lainé, né le 10 mai 1942 à Anet (Eure-et-Loir) et mort le 30 décembre 2024 à Ivry-sur-Seine, est un écrivain français, lauréat du prix Goncourt en 1974 pour son roman La Dentellière.

## Biographie
Né le 10 mai 1942,, ancien élève de l'École normale supérieure de Saint-Cloud (1962 L), agrégé de philosophie, puis enseignant, il a reçu le prix Médicis en 1971 pour L'Irrévolution et le prix Goncourt en 1974 pour La Dentellière.
Dans son roman L'Irrévolution, il met en scène un professeur contestataire et les futurs chaudronniers, ses élèves avec lesquels il ne parvient pas à dialoguer, faute d'une langue « véritablement maternelle ». Ce court roman lui est sans doute inspiré par sa propre expérience d'enseignant au  lycée technique de Saint-Quentin, deux ans durant.
Son roman  La Dentellière, prix Goncourt en 1974, relatant l'aliénation des femmes, à travers le personnage contemporain d'une employée d'un salon de coiffure, fait l'objet trois ans après sa sortie, d'une adaptation cinématographique éponyme, par Claude Goretta, avec Isabelle Huppert dans le rôle principal. Le film lance la carrière de son actrice principale.
Pour autant, au-delà de ces deux livres, parmi les premiers qu'il a publiés, des œuvres primées et fort bien accueillies, il a écrit plus d'une quarantaine d'ouvrages, romans, essais, et autres.
Il meurt à l'âge de 82 ans le 30 décembre 2024 à Ivry-sur-Seine, et est inhumé au cimetière du Montparnasse.

## Œuvres

### Romans
- 1967 : B comme Barabbas (Gallimard)
- 1971 : L'Irrévolution (Gallimard) — Prix Médicis
- 1974 : La Dentellière (Gallimard) — Prix Goncourt
- 1978 : Si on partait (Gallimard)
- 1979 : L'Eau du miroir (Mercure de France)
- 1979 : Tendres Cousines (Gallimard) — le film Tendres Cousines de David Hamilton en a été inspiré
- 1982 : Terres des ombres (Gallimard)
- 1984 : Le Dîner d'adieu (Robert Laffont)
- 1984 : Jeanne du bon plaisir, ou Les Hasards de la fidélité (Denoël)
- 1985 : Plutôt deux fois qu'une (Mercure de France)
- 1985 : Trois petits meurtres et puis s'en va (Ramsay)
- 1986 : Monsieur, vous oubliez votre cadavre (Ramsay)
- 1987 : L'Assassin est une légende (Ramsay)
- 1988 : Les Petites Égarées (La Moitié du bonheur 1) (Ramsay)
- 1989 : Elena (Le Pré aux Clercs)
- 1991 : Dîner d'adieu (Robert Laffont)
- 1992 : Dialogues du désir (Robert Laffont)
- 1993 : L'Incertaine (Fayard)
- 1994 : Collision fatale (Stock)
- 1994 : La Semaine anglaise (La Moitié du bonheur 2) (Fayard)
- 1997 : Comme une image (Stock)
- 1997 : Fleur de pavé (Le Livre de Poche) — roman sur un thème d'Aristide Bruant
- 1998 : Il ne s'est rien passé, nouvelles (Fayard)
- 1999 : Anaïs nue (Jean-Claude Lattés)
- 2000 : Casanova, dernier amour (Ramsay)
- 2000 : À croquer (Fayard)
- 2001 : Derniers jours avant fermeture (Fayard)
- 2002 : Votre livre de la semaine (Fayard)
- 2003 : La Presque Reine (De Fallois) — le personnage principal est Madame du Barry
- 2005 : Le Mystère de la Tour Eiffel (Albin Michel)

#### Recueils
- 1998 : Les Enquêtes de l'inspecteur Lester (Stock)Réunit : Plutôt deux fois qu'une ; Trois petits meurtres et puis s'en va ; Monsieur, vous oubliez votre cadavre ; L'Assassin est une légende
- 2000 : Quatre femmes (Fayard)Réunit : L'Eau du miroir ; Elena ; Dîner d'adieu ; L'Incertaine

### Écrits divers
- 1974 : La Femme et ses images, essai (Stock)
- 1976 : Le Philosophe et les Pouvoirs, dialogues entre Jean-Toussaint Desanti, Pascal Lainé et Blandine Barret-Kriegel (Calmann-Lévy)
- 1982 : Si j'ose dire, entretiens avec Jérôme Garcin (Mercure de France)
- 1995 : La Fille sans fin, texte et photographies (La Martinière) — avec l'actrice Sophie Caffarel comme modèle
- 1997 : Le Commerce des apparences, essai (Fayard)
- 1998 : Capitaine Bringuier, théâtre (L'Avant-scène)
- 2000 : Sacré Goncourt !, souvenirs (Fayard)
- 2000 : Théâtre, 1993–1999 (Fayard)
- 2001 : Petits nus et variations, photographies (Marval)
- 2003 : Stupéfiantes lucarnes, essai (Fayard)
- 2004 : La Légende vraie d'Evita, biographie (Fayard)
- 2005 : Traité de nudité, et considérations diverses sur les représentations du corps humain, essai (Pauvert)
- 2006 : Un clou chasse l'autre, ou La Vie d'artiste, essai (Punctum)
- 2006 : L'Instant amoureux, texte et photographies (Marval)
- 2008 : Maman, quand je serai grand je veux être patron du CAC 40, essai (Gutenberg)
- 2008 : Nude attitude, corps tranquilles, corps en jeu, texte et photographies (L'Arganier)
- 2011 : Édouard Lockroy, l'oublié de la Tour Eiffel, biographie (Nouveau Monde)

## Distinctions
- Chevalier de la Légion d'honneur (1993)